# Archéparchie de Tripoli des Maronites
L'archéparchie de Tripoli des Maronites (en latin : archieparchia Tripolitana Maronitarum) est une église particulière de l'Église maronite au Liban.
Érigée au XVIIe siècle, l'éparchie de Tripoli (en latin : eparchia Tripolitana Maronitarum est élevée au rang d'archéparchie en 1965.
En 2009, elle comptait  139 300 baptisés. Son archevêque est actuellement Youssef Antoine Soueif.

## Territoire
L'archéparchie couvre le nord-ouest du Liban. Son siège est situé à Tripoli, où se trouve la cathédrale Saint Michel. Elle est subdivisée en 125 paroisses.

## Histoire
Le siège épiscopal de Tripoli remonte au XVIIe siècle. L'archiéparchie fut érigé canoniquement au synode maronite du Mont-Liban de 1736. Il couvrait alors la totalité de la zone côtière de Tripoli à Lattaquié.
En 1840, une dizaine de villages furent soustraits par la congrégation Propaganda Fide à l'éparchie de Byblos et confiés à l'archéparchie de Tripoli.
Le 16 avril 1954, les territoires de l'archéparchie situés en Syrie furent cédés à l'administration apostolique de Lattaquié nouvellement crée.

## Liste des évêques
- Isaac † (25 mars 1629 - décédé)
- Mikhail Hasrouni † (avant 1661 - après 1673)
- Gabriel †
- Joseph Hesronita † (avant 1676 - après 1694)
- Yaaqoub Awwad al-Hasrouni † (1698 - 21 février 1707 élu patriarche d'Antioche)
- Basil † (avant 1733 - après 1736)
- Raffaele Haklani † (avant 17 juillet 1779 - après 1787 )
- Ignace Gazeno † (avant 1795 - après 1809 )
- Youssef Hobaish † (30 janvier 1820 - 3 mai 1824 élu patriarche d'Antioche)
- Paul Moise Musa † (2 mars 1826 -?)
- Etienne Auad (Stefano Evodio) † ( 15 décembre 1878 -?)
- Antoun Arida † (7 juin 1908 - 13 mars 1933 élu patriarche d'Antioche)
- Antoine Abed † (23 avril 1933 - 15 septembre 1975 décédé)
- Antoine Joubeir † (4 août 1977 - juillet 2 1993 retraite)
- Gabriel Toubia (2 juillet 1993 - 6 avril 1997 décédé)
- Youhanna Fouad El-Hage † (7 juin 1997 - 4 mai 2005 décédé)
- Georges Bou-Jaoude, CM, (24 septembre 2005 - 1er novembre 2020 retraite)
- Youssef Antoine Soueif (1er novembre 2020 - ...)